# 福田翔大
福田 翔大（ふくだ しょうた、2000年11月28日 - ）は、日本の陸上競技選手。専門はハンマー投。2023年アジア陸上競技選手権大会・2025年アジア陸上競技選手権大会ハンマー投銅メダリスト。大阪府箕面市出身。身長189cm、体重112kg。

## 経歴
箕面市立東小学校、箕面市立第六中学校、大阪桐蔭高等学校、日本大学スポーツ科学部、日本大学大学院総合社会情報研究科を経て、現在は住友電工に所属。
幼少時からテニスやサッカー、水泳など様々なスポーツを経験しながら育つ。箕面市立第六中学校で「好きな先生が教えていたから」という理由で陸上競技部に入部。当初は走り幅跳びを専門としていたが、身長が急激に伸びたことにより成長痛で記録が伸び悩んだためハードルに転向するも、肉離れにより走ることができなくなり、投てきが専門の顧問からの勧めで砲丸投を始めた。
中学では近畿大会にすら出場できなかったが、大阪桐蔭高等学校陸上競技部顧問の花牟禮武の誘いで2016年に同校に進学。ハンマー投をメインに、砲丸投をサブ種目として取り組み、高校2年のU18日本選手権砲丸投で全国大会初出場を果たす（11位）。高校3年のインターハイでは両種目で4位とすると、10月に行われた国体ハンマー投男子Aにて2位、U20日本選手権ハンマー投で当時高校歴代3位となる66m66を記録し優勝を果たした。
2019年に日本大学に進学。室伏重信投擲コーチの指導を受け、2020年には日本インカレで69m61を投げて初優勝。この記録は室伏広治が中京大学2年生だった時のベスト（69m54）を上回るものだった。
2021年、地元・大阪で開催された第105回日本選手権で71ｍ37を投げて初優勝。同じく大学3年で初優勝を果たした室伏の優勝記録（69ｍ72）を上回った。
2023年には第107回日本選手権で自己ベストの71m79を投げ2年ぶりの優勝を飾ると、同年7月のアジア陸上競技選手権大会で自己ベストを1cm更新する71m80で銅メダルを獲得。さらに同年10月の日本インカレで72m01を投げて27年ぶりに大会記録を更新して優勝。しかしメダル獲得が期待された杭州アジア大会では68m74で6位にとどまった。同年10月のアジア投擲選手権で自己記録を17cm更新する72m18を投げて優勝。
2024年に住友電工に入社。同年5月の静岡国際で73m00の自己新を投げて優勝。日本人として室伏親子、土井宏昭に次いで4人目の73m到達となった。同年6月のアジア投擲選手権では自己記録を大きく更新する73m91を記録し銀メダルを獲得した。
2025年は5月にアジア陸上競技選手権大会で71m89を投げて銅メダルを獲得。その3日後にナイロビで行われたWAコンチネンタルツアー・ゴールドのキプ・ケイノ・クラシックではシーズンベストとなる72m77を投げて5位となった。同年7月には第109回日本選手権で日本歴代3位となる74m57を投げて2年ぶり3度目の優勝。世界選手権開催国枠エントリー設定記録である73m88も突破した。同年8月にはアルマトイで行われたWAコンチネンタルツアー・ブロンズのコサノフ記念に出場し、2投目以降はすべて72mと安定した投擲を見せ73m14で優勝。

## 主な実績

### 自己ベスト
| 種目       | 記録  | 年月日        | 場所 | 備考        |
| ---------- | ----- | ------------- | ---- | ----------- |
| ハンマー投 | 74m57 | 2025年7月5日  | 東京 | 日本歴代3位 |
| 砲丸投     | 17m41 | 2022年5月20日 | 東京 |             |

### 主要国際大会
| 年   | 大会                     | 開催地     | 成績 | 記録  | 備考 |
| ---- | ------------------------ | ---------- | ---- | ----- | ---- |
| 2023 | アジア陸上競技選手権大会 | バンコク   | 3位  | 71m80 |      |
| 2023 | アジア競技大会           | 杭州市     | 6位  | 68m74 |      |
| 2023 | アジア投擲選手権         | 木浦市     | 優勝 | 72m18 |      |
| 2024 | 台湾オープン             | 台北市     | 3位  | 71m67 |      |
| 2024 | アジア投擲選手権         | 木浦市     | 2位  | 73m91 |      |
| 2025 | アジア陸上競技選手権大会 | 亀尾市     | 3位  | 71m89 |      |
| 2025 | キプ・ケイノ・クラシック | ナイロビ   | 5位  | 72m77 |      |
| 2025 | コサノフ記念             | アルマトイ | 優勝 | 73m14 |      |

### 日本選手権での成績
| 年     | 所属     | 大会                          | 成績 | 記録  | 備考             |
| ------ | -------- | ----------------------------- | ---- | ----- | ---------------- |
| 2020年 | 日本大2  | 第104回日本陸上競技選手権大会 | 3位  | 69m30 |                  |
| 2021年 | 日本大3  | 第105回日本陸上競技選手権大会 | 優勝 | 71m37 | 日本選手権初優勝 |
| 2022年 | 日本大4  | 第106回日本陸上競技選手権大会 | 6位  | 68m82 |                  |
| 2023年 | 日大院1  | 第107回日本陸上競技選手権大会 | 優勝 | 71m79 | 2度目の優勝      |
| 2024年 | 住友電工 | 第108回日本陸上競技選手権大会 | 3位  | 70m90 |                  |
| 2025年 | 住友電工 | 第109回日本陸上競技選手権大会 | 優勝 | 74m57 | 3度目の優勝      |

### 年次ベスト
太字は自己ベスト
| 年     | 所属        | 7.26kg | 6.00kg | 砲丸投 | 備考              |
| ------ | ----------- | ------ | ------ | ------ | ----------------- |
| 2017年 | 大阪桐蔭高2 |        | 51m30  |        |                   |
| 2018年 | 大阪桐蔭高3 |        | 66m66  |        | 高校歴代3位(当時) |
| 2019年 | 日本大1     | 59m70  |        |        |                   |
| 2020年 | 日本大2     | 69m61  |        |        |                   |
| 2021年 | 日本大3     | 71m37  |        |        |                   |
| 2022年 | 日本大4     | 70m64  |        | 17m41  |                   |
| 2023年 | 日大院1     | 72m18  |        |        | 日本学生歴代3位   |
| 2024年 | 住友電工    | 73m91  |        |        | 日本歴代4位(当時) |
| 2025年 | 住友電工    | 74m57  |        |        | 日本歴代3位       |